# 13일의 금요일

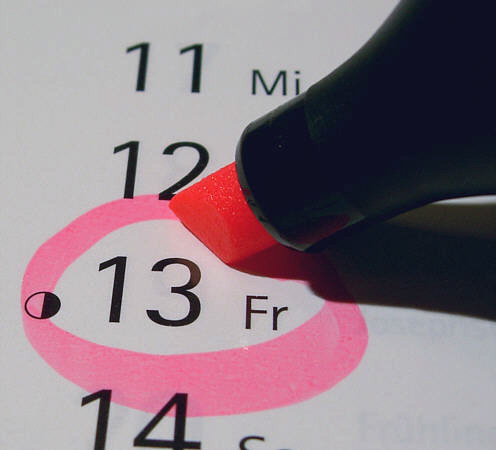
달력에서의 13일의 금요일

13일의 금요일(영어: Friday the 13th)은 서양에서 불길하게 여기는 날이다. 13일의 금요일에 좋지 않은 일이 생긴다고 믿는 미신적 요소를 포함한다. 1980년 개봉한 동명의 영화와 이를 리메이크한 2009년 출시 영화《13일의 금요일》로도 널리 알려지게 되었다. 곧 예수가 처형당한 날이 금요일(정확한 날짜는 미상)이라는 가설과 12사도와 예수를 합하면 13이 되는 것에서 숫자 13과 금요일을 합쳐 '13일의 금요일'이 불길함을 상징하는 유래가 되었다고 보는 견해가 있다.
2017년에는 1월 13일과 10월 13일, 2018년에는 4월 13일과 7월 13일, 2019년에도 9월 13일과 12월 13일에 두 번씩 13일의 금요일이 있었다. 2020년까지 매년 2회 13일의 금요일이 있고 2023년에도 1월 13일과 10월 13일에 각각 한 번씩 있다. 2024년에는 9월과 12월에 있다. 2021년(8월), 2022년(5월), 2023년(1,10월), 2024년(9,12월), 2025년(6월), 2026년(2,3,11월), 2027년(8월), 2028년(10월), 2029년(4,7월), 2030년(9,12월)은 각각 한 번만 있다. 2029년 4월 13일 금요일에는 소행성 아포피스가 지구를 접근 통과한다.

## 기원
13은 서양에서 불행을 초래하는 숫자로 알려져 있다. 노르드 신화에서는 12명의 신이 초대된 신들의 잔치에 불청객인 13번째 손님이 등장했는데 이 손님이 바로 장난의 신 로키였다. 또한 기독교에서도 최후의 만찬에 참석했던 이가 13명이라고 생각하는데 그 마지막 사람이 예수를 팔아넘긴 유다라고 말하는 이가 있다. 덧붙이자면, 사실 예수를 팔아넘긴 유다는 최후의 만찬 도중에 예수를 팔러 나갔고 맛디아도 참여하지 않아 11명만 최후의 만찬을 즐겼다고 볼 수 있다. 또한 과거 영국 해군이 13일의 금요일 배를 출항시켰다가 그 배가 사라졌다는 이야기도 전해진다.
‘13일의 금요일 바이러스’로 불리는 ‘예루살렘 바이러스’가 문제가 되기도 했다. 이 바이러스는 1987년에 이탈리아에서 발견됐으며 우리나라에서는 1989년 처음 발견됐다. 이 바이러스는 감염된 컴퓨터에 잠복해 있다가 '13일의 금요일'에 집중적으로 나타나 .COM, .EXE 등이 붙은 실행 파일을 파괴하고 지워버리는 것이 특징이며 한동안 ‘13일의 금요일 바이러스'에 대한 불안감으로 이 날은 컴퓨터를 켜지 말아야 한다는 말이 돌기도 했다. 이 외에도 1898년 남아프리카 공화국의 한 사업가가 자신을 포함한 13명과 함께 13일의 금요일에 저녁식사를 한 뒤 살해된 사건에서 비롯됐다는 설이 내려오고 있다.
참고로, 미드 웬즈데이의 주인공 웬즈데이 아담스의 생일도 13일의 금요일(2006년 10월 13일)이다.

## 17일의 금요일 (이탈리아)
이탈리아에서는 13일이 아닌 17일의 금요일이 불운한 날이라고 여긴다. 이쪽의 기원은 17의 로마 숫자인 'XVII'에서 비롯되었다. 이 숫자에서 맨 처음 숫자인 X를 뒤로 옮기면 'VIXI'가 되는데 이는 라틴어로 "살았었다"란 뜻으로, 동시에 지금은 죽었다는 의미를 내포하고 있어 불운의 징조인 것이다. 반대로 이탈리아에서는 숫자 13이 행운의 숫자로 여긴다. 다만 미국 문화의 영향으로 젊은층에서는 13일의 금요일도 불운한 날로 생각한다고 한다.
참고로 17일의 금요일은 수요일로 시작하는 달마다 생긴다.

## 13일의 금요일이 되는 달 (1일이일요일인 시작되는 달, 5년 만에 돌아오는 달, 6년 만에 돌아오는 달, 11년 만에 돌아오는 달)
| 월   | 년 | 주일 문자 |
| ---- | --- | --------- |
| 1월  | 1950년, 1956년, 1961년, 1967년, 1978년, 1984년, 1989년, 1995년, 2006년, 2012년, 2017년, 2023년, 2034년, 2040년, 2045년, 2051년, 2062년, 2068년, 2073년, 2079년, 2090년, 2096년                 | A, AG     |
| 2월  | 1942년, 1948년, 1953년, 1959년, 1970년, 1976년, 1981년, 1987년, 1998년, 2004년, 2009년, 2015년, 2026년, 2032년, 2037년, 2043년, 2054년, 2060년, 2065년, 2071년, 2082년, 2088년, 2093년, 2099년 | D, DC     |
| 3월  | 1942년, 1953년, 1959년, 1964년, 1970년, 1981년, 1987년, 1992년, 1998년, 2009년, 2015년, 2020년, 2026년, 2037년, 2043년, 2048년, 2054년, 2065년, 2071년, 2076년, 2082년, 2093년, 2099년         | D, ED     |
| 4월  | 1945년, 1951년, 1956년, 1962년, 1973년, 1979년, 1984년, 1990년, 2001년, 2007년, 2012년, 2018년, 2029년, 2035년, 2040년, 2046년, 2057년, 2063년, 2068년, 2074년, 2085년, 2091년, 2096년         | G, AG     |
| 5월  | 1949년, 1955년, 1960년, 1966년, 1977년, 1983년, 1988년, 1994년, 2005년, 2011년, 2016년, 2022년, 2033년, 2039년, 2044년, 2050년, 2061년, 2067년, 2072년, 2078년, 2089년, 2095년                 | B, CB     |
| 6월  | 1941년, 1947년, 1952년, 1958년, 1969년, 1975년, 1980년, 1986년, 1997년, 2003년, 2008년, 2014년, 2025년, 2031년, 2036년, 2042년, 2053년, 2059년, 2064년, 2070년, 2081년, 2087년, 2092년, 2098년 | E, FE     |
| 7월  | 1945년, 1951년, 1956년, 1962년, 1973년, 1979년, 1984년, 1990년, 2001년, 2007년, 2012년, 2018년, 2029년, 2035년, 2040년, 2046년, 2057년, 2063년, 2068년, 2074년, 2085년, 2091년, 2096년         | G, AG     |
| 8월  | 1943년, 1948년, 1954년, 1965년, 1971년, 1976년, 1982년, 1993년, 1999년, 2004년, 2010년, 2021년, 2027년, 2032년, 2038년, 2049년, 2055년, 2060년, 2066년, 2077년, 2083년, 2088년, 2094년, 2100년 | C, DC     |
| 9월  | 1940년, 1946년, 1957년, 1963년, 1968년, 1974년, 1985년, 1991년, 1996년, 2002년, 2013년, 2019년, 2024년, 2030년, 2041년, 2047년, 2052년, 2058년, 2069년, 2075년, 2080년, 2086년, 2097년         | F, GF     |
| 10월 | 1944년, 1950년, 1961년, 1967년, 1972년, 1978년, 1989년, 1995년, 2000년, 2006년, 2017년, 2023년, 2028년, 2034년, 2045년, 2051년, 2056년, 2062년, 2073년, 2079년, 2084년, 2090년                 | A, BA     |
| 11월 | 1942년, 1953년, 1959년, 1964년, 1970년, 1981년, 1987년, 1992년, 1998년, 2009년, 2015년, 2020년, 2026년, 2037년, 2043년, 2048년, 2054년, 2065년, 2071년, 2076년, 2082년, 2093년, 2099년         | D, ED     |
| 12월 | 1940년, 1946년, 1957년, 1963년, 1968년, 1974년, 1985년, 1991년, 1996년, 2002년, 2013년, 2019년, 2024년, 2030년, 2041년, 2047년, 2052년, 2058년, 2069년, 2075년, 2080년, 2086년, 2097년         | F, GF     |

평년(6년 만에 돌아오는 달, 11년 만에 돌아오는 달) : 일(A) 월(G) 화(F) 수(E) 목(D) 금(C) 토(B)
윤년(28년 만에 돌아오는 달) : 일(AG) 월(GF) 화(FE) 수(ED) 목(DC) 금(CB) 토(BA)
BA-G-F-E-DC-B-A-G-FE-D-C-B-AG-F-
E-D-CB-A-G-F-ED-C-B-A-GF-E-D-C-BA

## 같이 보기
- 13 공포증
- 예루살렘바이러스
- 미신